# Prove di balletto in scena
Prove di balletto in scena è un dipinto a olio su tela (65×81 cm) realizzato nel 1874 dal pittore francese Edgar Degas.
È conservato nel Musée d'Orsay di Parigi.
L'opera ritrae un gruppo di danzatrici classiche in attesa di ballare, mentre sono raccolte sul palco dedite alla preparazione dell'evento. Alcune sistemano le scarpette ed il tutù, altre ripassano i passi sotto lo sguardo attento di un personaggio seduto, probabilmente il maestro delle danze. Nonostante Degas colga un momento qualsiasi della prova generale, l'atmosfera è resa magica dalla raffinatezza delle figure ritratte unita ad una luce che le avvolge caldamente.
L'inquadratura della tela sembra essere presa dal palco di proscenio o dal primo palco di prima galleria: la luce sembra provenire frontalmente al palco, dal basso, illuminando scenograficamente le danzatrici.
Inoltre il quadro rappresenta ciò che c'è dietro la magnificenza delle ballerine durante lo spettacolo, cioè stanchezza e duro lavoro